# أحلام عباس
أحلام عباس علي يوسف موسيقية بحرينية تجيد العزف على البيانو.

## النشأة والتعليم
في فبراير 2002 حصلت على منحة لدراسة الموسيقى من وزارة الإعلام. كانت طالبة في مستوى الدبلوما من اتحاد مجالس مدارس الموسيقى الملكية.

## المسيرة المهنية
من 2000 إلى 2002 شاركت في المهرجان الثالث للموسيقيين الموهوبين في البحرين. في يوليو 2001 عزفت على البيانو في حفل موسيقي للبيانو بمجمع البحرين التجاري. في أبريل 2002 شاركت في مهرجان التراث الوطني بالبحرين. في يونيو 2002 اختارتها وزارة التربية والتعليم لتمثيل البحرين في المهرجان العالمي الثاني للأطفال في كل من سويسرا وفرنسا وألمانيا.

## الجوائز والتكريمات
- جائزة تقديرية في مسابقة أيفانجلينا تبيجاري العالمية لعزف البيانو، لارنكا، قبرص (مارس 2004).
- فازت بجائزة في فئة الموسيقى في المهرجان الأول للأطفال للفنون والآداب برعاية هالة بنت دعيج آل خليفة (مارس 2003).
- الميدالية الذهبية فئة البيانو في مهرجان مدرسة سانت كريستوفر (يناير 2003).
- الميدالية البرونزية في مسابقة الترجمة لمدارس الحكومة الثانوية (يناير 2003).
- تكريم من إدارة الثقافة والفنون وذلك ضمن حفل توزيع جوائز الإبداع والتأليف السنوي بقاعة متحف البحرين الوطني (19 مايو 2004).